# レイテンシ
レイテンシ（英: latency）、潜伏時間、潜時、待ち時間、反応時間とは、デバイスに対してデータ転送などを要求してから、その結果が返送されるまでの不顕性の高い遅延時間のこと。レイテンシー、レーテンシーとも表記される。
ある実時間的処理過程が、より短い時間で完了し、後続の処理過程を待たせることがない（遅らせることがない）ことを、低レイテンシ（英: low latency）と呼ぶ。

## 概要
一般的にレイテンシが小さければ小さいほど、そのデバイスは高性能で高価である。レイテンシの程度を「高」「低」で表現し、応答が遅いことを高レイテンシ、応答が早いことを低レイテンシという。
データを送出してから実際にデータが相手に到着するまでの間を「片道潜時(片道レイテンシ)」、データの送出要求（送出要求自体もデータの一つである）を送出してからその要求に応じたデータが返ってくるまでの間を「往復潜時(往復レイテンシ)」と呼ぶ。インターネットにおける往復潜時についてはラウンドトリップタイム（往復時間）とも呼ばれ、pingによって測定することができて、単位はミリ秒(ms)で表す。
システムの個々の要素が高性能であっても、レイテンシが大きいために系統全体の性能が高くならない場合がある。例として、CPUがメモリに対して読み出し（書き込み）命令を出してから実際に読み出し（書き込み）が行われるまでの時間が、そのメモリ固有のレイテンシとなる。この数字が小さいメモリほど高速であるといえる。また、別の例として、高速なブロードバンド通信であっても、レイテンシが大きい場合は「遅い」と感じたり、リアルタイム性の高いネットワークゲームなどでは同期に問題が発生する場合がある。

## 要因
レイテンシは複数の要因で発生する。以下はその一例である。
- アルゴリズム遅延: データ変換アルゴリズムそのものに由来するレイテンシ
- 処理遅延: 計算機が実処理をおこなう処理時間に由来するレイテンシ
- ネットワーク遅延: ネットワークを介したデータ転送に由来するレイテンシ
- ジッタバッファ遅延: 処理の不安定性（ジッタ）を緩衝するためのバッファに由来するレイテンシ
- パケット化遅延: 処理済み出力を1つのパケットに蓄積することに由来するレイテンシ

## コンピュータ音楽
音楽制作などのDAW／DTM環境において、音信号やMIDI信号のシステム上の遅延を表現するときにも、レイテンシという言葉は使用される。パソコン処理により数ミリ秒の信号の遅れが楽器演奏の邪魔となったり、ミックス処理時の音などに影響を与えたりすることから、コンピュータ音楽に取り組むミュージシャンの間では重要視されている。特に、コンピュータをソフトウェア・シンセサイザーやエフェクターとして使用する場合、外部ハードウェアとの同時併用のときなどに、レイテンシが問題視されることが多い。

### 音信号のレイテンシ
一般的にコンピュータが音信号を出力する場合、音データを一定長のバッファに記録してから、逐次ハードウェアへと出力する。そのため、バッファのサンプル数をサンプリング周波数（ヘルツ）で割った数だけレイテンシ（秒）が生じる。バッファ容量が小さいほどレイテンシも小さくなるが、時間辺りのオーバーヘッドが増し、システムの性能が低い場合には、処理落ちが生じノイズとなってしまうこともある。
また、エフェクタのデジタル信号処理アルゴリズムによっても、レイテンシは発生する。例えば、高速フーリエ変換（FFT）を用いたアルゴリズムでは、窓幅などに応じてレイテンシが発生し、先読み（ルックアヘッド）機能を備えたリミッター／コンプレッサーでは、先読み時間に応じてレイテンシが発生する。また、マルチトラック再生において、レイテンシのあるエフェクタを特定のトラックのみに用いると、同期がずれてしまう。そのため、全トラックのレイテンシを統一して同期するレイテンシ補正機能を持ったシステムもある。

### MIDI信号のレイテンシ
MIDI信号は、規格上31.25kbpsの転送レートを持ち、1バイト転送するごとにスタートビットおよびストップビットが付加され、主な演奏情報となるチャンネルメッセージでは最低2バイト長を必要とする。そのため、チャンネルメッセージを転送するのに、最低640マイクロ秒がかかる。また、MIDIでは逐次メッセージを転送するため、1つのバスで大量のメッセージが一斉に発生した場合、知覚できる遅延（発音の遅れ）が生じる場合もある。また、MIDI機器内部で別途に遅延が生じることもある。

## 派生語
割り込みレイテンシ
物理的な割り込みが発生してから、割り込みサービスルーチン（ISR）が起動されるまでの時間のこと。